# Rhétorique guerrière dans la pandémie de Covid-19
La rhétorique politique de guerre dans la gestion de crise de la pandémie de Covid-19 est l'étude de la rhétorique de la métaphore de la guerre introduite par des discours des leaders politiques à travers le monde et ses déclinaisons civiles lors du début de la pandémie de Covid-19 entre mars et juin 2020 pour introduire une ingénierie sociale de lutte politique sanitaire et économique dans le contexte pandémie de Covid-19.
Choisie par la majorité des chefs d'État dans la gestion d'une crise épidémiologique, cette rhétorique est une communication organisationnelle de type nudge : l'effet de ses procédés consiste à orienter l'opinion de la société en vue de la faire agir mieux à la fois dans le sens de l'intérêt personnel et de l'intérêt général.
Justificative de la législation d'un état d'urgence sanitaire et de mesures sanitaires sans comparaison avec des mesures politiques antérieures, cette militarisation du discours a une amplitude inédite dans l'immédiateté de son application s'étendant synchroniquement à des populations nombreuses et à tous les secteurs confondus (libertés publiques, secteurs éducatifs, économiques).
Principalement analysé en sciences humaines : en psychologie sociale, en sémiologie et en rhétorique politique, cet usage d'une rhétorique guerrière dans la communication politique sur la Covid-19 démontre qu'elle peut remplir des fonctions diverses qui ne sont pas seulement répressives mais davantage responsabilisantes de la population et cadrage (en) en vue d'une ingénierie sociale d'adhésion aux politiques sanitaires.
Pour remédier aux limites sémantiques et défauts sémiologiques contre lesquels la métaphore guerrière se heurte, un collectif de linguistes a appelé à changer de cadrage (en) cette désignation guerrière de l'action publique contre le virus par la campagne #ReframeCovid.

## Analyses linguistiques

### Corpus d'allocutions
Les déclarations prononcées par des leaders politiques à travers le monde lors de la pandémie de Covid-19 utilisent en effet la métaphore guerrière, comme par la chancelière allemande Angela Merkel, la reine Élisabeth II et son Premier ministre du Royaume-Uni Boris Johnson, le président des États-Unis Donald Trump, le Premier ministre de Grèce, Kyriákos Mitsotákis, a également utilisé la métaphore, le commissaire européen Thierry Breton, a déclaré : « Nous sommes en guerre contre le virus. Une guerre économique. ».
Cependant, certains dirigeants ont utilisé d'autres métaphores. La reine de Danemark Margrethe II a qualifié le virus d'« hôte dangereux dans nos maisons »,. Oui bien, par exemple au Québec, le choix s'est porté sur un message de communication positive, diffusant le slogan « Ça va bien aller ».

### Méthodologie d'analyse
Une multitudes de travaux linguistiques et sémiologiques dressent des analyses structurales des lemmes guerriers et procèdent par regroupement de corpus et leurs comparaisons : extraction de lemmes et leur quantification suivant les variables suivantes : position du chef d'État suivant la chronologie de la pandémie, quantité et force de lemmes employés suivant le genre (chef / cheffe d'État), partition des lemmes et progression dans une partition distinctive des discours. Ces données permettent de faire un relevé très dense des variations entre les pays, suivant l'identité de genre de son émetteur, et suivant la progression d'un émetteur donné.
Plusieurs procédures ressortent de la stratégie communicative dont voici les plus saillantes, une ligne de pensée appelée « Cadrage (sciences sociales) (en) » en sciences sociales.

#### Différences selon les pays
Dans l'emploi de la métaphore guerrière contre le virus en mars 2020, une différence entre l'Orient et l'Occident est relevée par Alexandra Papamanoli et Themis Kaniklidou : « à Hong Kong ou à Taiwan on met l’accent sur le combat gagné dans le passé (expérience du SARS), ce qui fait que le public répond rationnellement à un état d’urgence conçu comme provisoire. En revanche, le discours des gouvernants occidentaux est marqué par la menace et ou par un état d’urgence dont la durée est incertaine ». Mais dans la plupart des pays la Covid-19 est considérée par les politiciens ou comme ennemi de l’État ou comme urgence nécessitant des restrictions majeures.
Sara Vilar-Lluch, confrontant un corpus en Grande-Bretagne et un corpus espagnol, montre que les deux groupes utilisent des métaphores militaires mais les britanniques se distinguent par une conception du virus comme « marchandise » et des individus comme « distributeurs ». Pour elle, la décision du confinement montre un tournant métaphorique qui est également pivot sur le plan discursif : des deux nations analysées, la Covid-19 n'apparaît plus comme un ennemi venu de l'extérieur mais comme une menace venant de l'intérieur du pays.

#### Lemmes et sous-métaphores
Cette métaphore façonne notre langage dans la façon dont nous considérons la protection sanitaire comme une bataille à gagner. Elle introduit une « rhétorique de l'urgence ».
Les métaphores de la guerre ont des connotations négatives et positives. Le parallèle avec le corps qui se bat contre la maladie est le premier cadrage. Mais aussi, dans une étude comparative entre les discours des dirigeants français et espagnol, Isabel Negro Alousque montre que ce cadrage métaphorique, tout en soulignant les effets dévastateurs du virus, sert à inspirer le courage et l'espérance et à faire appel à l'union nationale et à faire taire les oppositions et les critiques.
Dans ce cadrage, deux mégamétaphores : le virus est conçu comme un « être animé ou une catastrophe naturelle », d'où « l'action pour contenir le virus est une guerre ». Elles induisent ainsi la sous-métaphore (métaphore insérée dans la métaphore): « Le virus est un ennemi ». Il ressort également de la métaphore guerrière qu'elle induit une anthropologisation de la pandémie. Basée sur le schème du chemin (« le virus est un être qui se déplace », « le virus est un être qui voyage »), on prête au virus des traits humains (le virus est un ennemi, le virus se déplace, le virus voyage), liée à la conception de l'être humain en tant que membre d'une collectivité : « la nation est une famille qui lutte contre le virus ». Le médecin Léonard Dolivo va dans ce sens lorsqu'il analyse que le « mérite de l'analogie guerrière » est de diffuser ce message : « comme ils sont unis et entraînés, ils se battent bien ».
Cependant, selon le médecin Rony Brauman, la métaphore de la guerre dissimule le paradoxe de l'épidémie : devient risque celui qui est contaminé par l'ennemi. Dès lors que nous sommes tous potentiellement vecteurs de contagion, chaque individu devient une menace pour la collectivité, chaque voisin est un risque potentiel. Et inversement, l'individu se sent menacé par le groupe, qui peut cacher des malades, et il va donc chercher à s'en isoler. Dire qu'on mène une guerre contre un virus serait « prendre le risque d'alimenter la guerre de tous contre tous ». Le confinement demande d'être à la fois solidaires et individualistes. Selon lui, « ce que vise le confinement, c'est à mettre le virus dans une impasse : chacun doit être le cimetière du virus. C'est ici que l'on voit la limite de la méthode : cet isolement total serait notre cimetière [social] à tous, pas seulement celui du virus ».

#### Procédures exhortatives
Le cadrage est une sollicitation dans le sens injonctif ou « mise en perspective d'aspects particuliers » qui produisent « certaines attentes et résultats sur le plan de la communication et de l'action ». Le cadrage métaphorique de guerre textuel est transmis aussi par le véhicule visuel-pictural. Par exemple, la linguiste Maria Muelas-Gil, qui pose l'hypothèse que les métaphores sont à la fois persuasives et explicatives, examine dix livres anglophones destinés aux enfants qui traite du début de la pandémie à ses débuts (de mars à mai 2020) : le dessin de la Covid-19 apparaît comme un guerrier, mais aussi comme un voyageur, elle est dessinée comme un héros aux traits négatifs contre lequel il faut se défendre ou dont il faut se protéger. Le virus occupe le devant de la scène puisque tout est situé par rapport à lui.
Mais à contrario, la rhétorique politique trouve un aménagement linguistique dans des signes qui suggèrent au public un comportement spécifique sans passer par l'injonction de combat. Sont repérés par les linguistes Neele Mundt et Frank Polzenhagen par exemple en Allemagne des signes visuels-picturaux (similaire aux panneaux de signalisation) qui s'accompagnent d'injonctions où prédomine seulement l'intimation, ils véhiculent les schèmes de la règle : « Respectez une distance d’un mètre et demi », « Se laver les mains », comme dans des feuilles de « Mesures générales de protection » issues d'entreprises ou assurances, d'autres avec le schème de l'avertissement » : « Protégez-vous du Covid » avec un buste d'homme de profil qui porte un masque. Il existe encore des signes avec le schème de l'offre : une affichette en vitrine « Nous vendons des masques lavables », ou enfin le schème « de l'orientation » : un arc-en-ciel dessiné sur une vitrine qui porte les mots : « Tout ira bien » accompagné d'un cœur qui exprime un espoir.
En Roumanie, comme en Chine, Italie, et France, la police a diffusé des messages sur ordre du gouvernement, parfois par drones.
Le 8 mai suivant, à l'occasion des commémorations de la fin de la Seconde Guerre mondiale, la reine prononce un nouveau discours, diffusé sur la BBC à 20 heures, dans lequel elle appelle notamment les Britanniques à ne « jamais perdre espoir ».

#### Une posture de chef des armées
Prenant l'exemple d'Emmanuel Macron, les universitaires Keren Sadoun-Kerber et Stéphane Wahnich montrent comment il se construit une autorité de chef des armées (en particulier par la métaphore de la guerre) mais aussi de chef, de père, de maître et de juge par diverses procédures argumentatives mobilisées par le dirigeant (selon les catégories de Kojève). Keren Sadoun-Kerber et Stéphane Wahnich démontrent que « l’image du dirigeant en chef des armées, ce qu’est Macron en vertu de ses titres, est construite discursivement par un ensemble de moyens : 1) la répétition, 2) la formule, 3) l’argument par les conséquences négatives ou l’appel à la peur, 4) la métaphore. ». Cette analyse souligne la centralité de la construction d'un ethos dans la stature d'un leader qui travaille à redorer son image et se doter de la légitimité et l’autorité qui lui sont nécessaires pour mettre en pratique sa politique de lutte contre la pandémie. Cela rejoint l'analyse du spécialiste en sciences du langage en politique Damien Deias, comme une métaphore filée « qui dépasse le cadre des petites phrases » et marque « un changement de stratégie de discours avec un retour à la solennité ». En effet, en sollicitant la notion d'« Union sacrée » prônée en 1914, ce chef d'Etat évoque explicitement la Grande Guerre,.Le président français ferait allusion à la mobilisation ou l'union nationale des Français durant la seconde guerre mondiale en disant, dans son allocution : « J’appelle tous les Français à s’inscrire dans cette union nationale qui a permis à notre pays de surmonter tant de crises dans le passé » rappellerait la Résistance et serait une posture gaullienne de chef de guerre dans une France attaquée. L'appel à l'imaginaire des guerres passées (« Agissons avec force, mais retenons cela : le jour d’après, quand nous aurons gagné, ce ne sera pas un retour au jour d’avant ») a pour but selon la sémiologue Cécile Alduy  d'« incarner le Père de la Nation à la Clemenceau, imposer par ricochet une unité nationale que seule la guerre justifie, faire taire donc les oppositions et les critiques ». L'identification à Georges Clemenceau pour convaincre les Français « d’accepter ces contraintes » est également relevée par les médias. Le président français a, selon elle, « théorisé que les Français avaient besoin de « héros » et s'attache toujours à inscrire son action ou les événements dans un storytelling plus large que lui-même, un roman national en actes ». Tobias Rothmund, professeur de psychologie des médias à l'Université Friedrich-Schiller de Jena, explique qu'« en temps de guerre, la plupart des conséquences de l'utilisation de mots qui se réfèrent à la guerre sont bonnes pour les dirigeants politiques : les citoyens s'unissent derrière leur chef politique ». D'après Pierre Musso, docteur en sciences politiques et professeur en Sciences de l'information et de la communication, « le Président se dresse en chef de guerre pour rassembler et sortir des « conflictualités sociales » antérieures (gilets jaunes, réforme des retraites, etc.). Il tente d’endosser les habits de Georges Clemenceau face à la guerre, la vraie, et adopte un ton martial ». Cela est renforcé le 25 mars, alors que le président est « devant l’hôpital de campagne installé par l’armée sur le parking du centre hospitalier de Mulhouse sur fond de tentes kaki », où il apparaît « comme « Le Père de la Victoire » ».

#### Une héroïsation des soignants

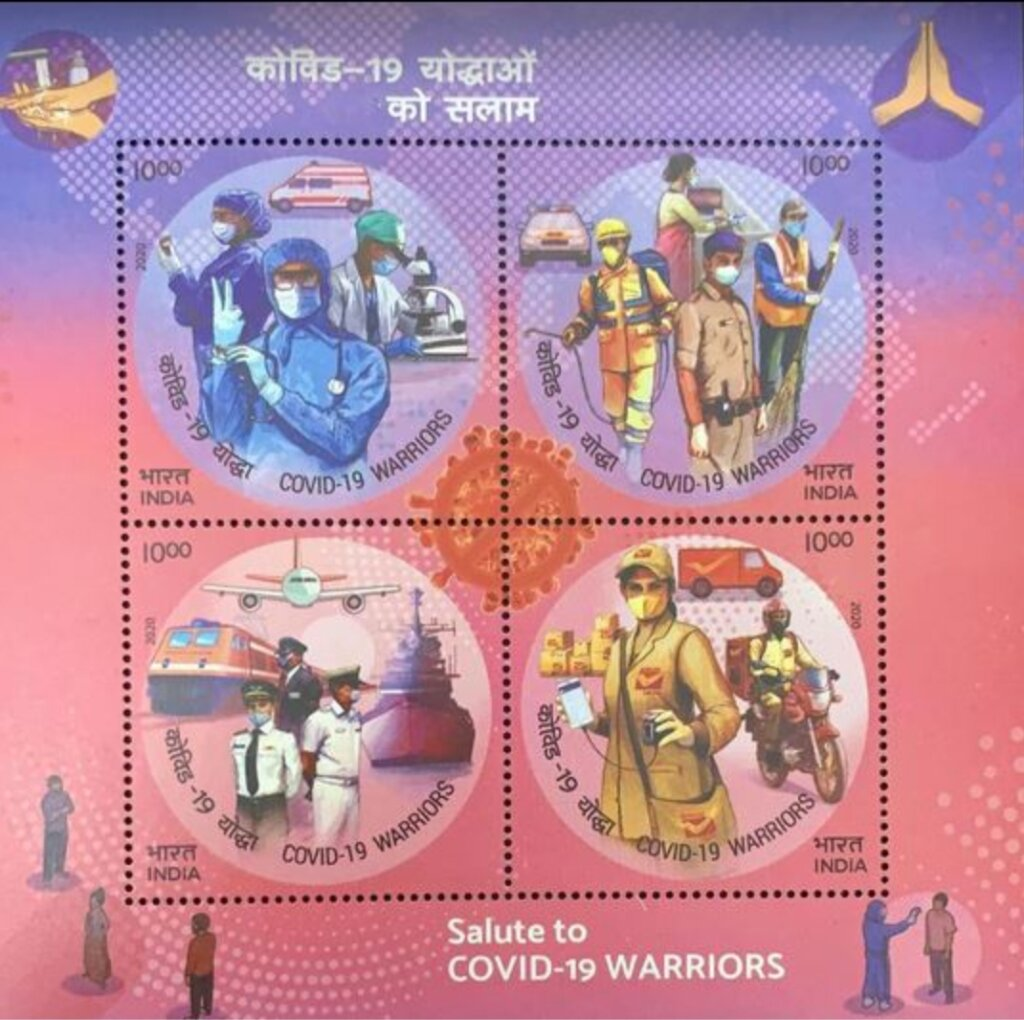
Timbres indiens : Tribute to COVID 19 Warriors (Hommage aux guerriers du Covid 19)

Selon Cécile Alduy, « la « guerre » suppose aussi des sacrifices : ceux des soignants, qui commencent à tomber sur le «champ de bataille» et à qui on promet la Légion d'honneur comme une sorte de médaille ». Nommer « guerre » ce problème social lui conférerait un statut de problème d'État, puis la récompense de la «prise de risque» servirait à légitimer les dirigeants.
Un phénomène international d'applaudissements aux fenêtres pendant la pandémie de Covid-19 aurait contribué à une héroïsation les personnels de la santé, entraînant une reconnaissance politique dans les discours de crise puis de revalorisation des salaires par primes.
Le gouvernement indien a édité des timbres célébrant les « vainqueurs » de l'épidémie.

#### Un discours genré
Des analyses qui suivent « un cadre féministe poststructuraliste issu du champ des relations internationales et une méthodologie qualitative basée sur l’analyse thématique des discours » montrent que « les dirigeantes mobilisent davantage des discours orientés vers l’assistance mutuelle, le care, les relations hommes-femmes, que vers la guerre ».

## Une métaphore stratégique (ingénierie sociale)

### Métaphore volontairement emblématique en France
Le discours donné par les dirigeants politiques ont un poids : leur position de force garantit la diffusion de leurs idées, et leur position signifie souvent que de nombreuses personnes leur font confiance. Les dirigeants influencent notre perception du Covid-19 et peuvent augmenter ou diminuer la panique. Outre les politiciens, les médias influencent notre perception. Le sentiment de conflit inspire des métaphores connexes. Par exemple, les États-Unis sont un « pirate moderne » qui détourne les livraisons de masques.
Alors que la phrase « Restez chez vous » couvre les médias en France, l'expression « Nous sommes en guerre » est souvent retenue comme emblème du coup d'arrêt marqué par le confinement national pour l'année 2020. Emmanuel Macron a justifié après-coup l'emploi de cette expression en vue de créer un « électrochoc »,. Il a d'ailleurs réutilisé l'expression pour désigner sa propre contamination au virus (« je suis en guerre »).
Fin 2020, la citation a endossé une charge symbolique forte dans son "nous", les citoyens ayant traversé ensemble plus de trois mois confinement national : ce pronom personnel symbolise la mobilisation nationale citoyenne exprimée et incarnée par le président.« Classiquement le représentant politique est biface, double médiateur : d’un côté, il exprime une force qui le légitime, il est le messager d’une référence qu’il rend présente en l’incarnant, et de l’autre, il est l’expression d’une population qui l’a choisi ou élu dont il redouble la présence ».

### Stratégie de communication en France
La durée de ces allocutions présidentielles françaises conjuguée à l'attente des annonces ayant donné un audimat record pour un président en fonction, sont analysées comme tournant de communication et de position politique d'Emmanuel Macron, et ne s'identifie pas à une simple macronade. Cette stratégie est ainsi analysée par Christophe de Voogd, docteur en Histoire, spécialiste des idées et de la rhétorique politiques à Sciences Po de Paris :

« L’on se souvient des discours-fleuves de la campagne électorale ou des grands panoramas européens d’Athènes et de la Sorbonne ; et plus encore, des marathons du Grand débat. Même dans ses allocutions, forme normalement brève de la communication publique, le président ne fait jamais sous les 20 minutes. Or, règle d’or de la rhétorique, en situation de crise majeure le chef doit faire bref. Lincoln à Gettysburg, de Gaulle et Churchill à Londres restaient sous les 5 minutes. Roosevelt, après Pearl Harbour, sous les 8 minutes. Et que dire de ce qui est probablement le meilleur discours politique jamais émis en France, celui du 30 mai 1968, par de Gaulle encore : 2 minutes 40 ? »

— Christophe de Voogd, Emmanuel Macron, du discours du progrès à la rhétorique de guerre : le changement dans la continuité, Revue politique et parlementaire, Colin, avril 2020
Le lexique est recherché et le texte est dense : c'est un « rendez-vous symbolique avec les Français » que Macron a donné. À titre de comparaison, « les allocutions, déclarations et adresses à la Nation de François Hollande à la suite des attentats de janvier et novembre 2015 duraient toutes moins de cinq minutes en moyenne. Quant à la déclaration clef du président du Conseil italien Conte du 11 mars 2020, elle durait un peu plus de neuf minutes ; celle d'Angela Merkel douze minutes le 19 mars. La longueur de ces prises de parole n'est pas anecdotique car le message en se diluant perd de sa force et son auteur de son autorité. ».
Pierre-Louis Boyer, maître de conférences en Droit à l'Université du Mans, pense que cette communication dénote « un basculement au réalisme » présidentiel, de type aristotélicien.
Devant les incertitudes gouvernementales quant aux réponses à apporter à la pandémie, invoquer la notion faussement claire de guerre présenterait des similitudes avec brouillard en temps de guerre. Il y aurait une tentative d'établir une hégémonie politique par l'influence verbale dans l'optique d'une ingénierie sociale empruntant des ressorts de la gestion de la perception.

### Mesure de son efficacité
L'impact social de la rhétorique politique de guerre appliquée à la situation de pandémie a été analysée en psychologie comportementale. Une étude pluridisciplinaire conduite à l'université d'Aix-Marseille à l'IMSIC (Institut méditerranéen des sciences de l'information et de la communication) a publié les premiers résultats suivants :

« Quatorze chercheurs ont testé, dans un processus rigoureux auprès de deux panels de 1 200 personnes, les messages qui ont été les plus efficaces. Verdict : les discours les plus épurés (« restez chez vous ») ou incitant à « protéger » sa famille et à se protéger soi-même ont eu le plus d’impact. La phrase d’Emmanuel Macron « nous sommes en guerre contre le virus » n’arrive qu’en septième position sur un total de 12 messages testés. Quant aux appels à l’« unité de la nation » et au lien collectif, ils font carrément un flop : les messages affirmant que « les Français sortiront plus forts de cette crise » (10e position), que « la nation est avec les Français » et qu’elle sera « reconnaissante » (11e position), ou que « chacun doit se comporter comme tous les autres Français » (12e position) arrivent derniers du classement. »

— Géraldine Woessner, Emmanuel Macron et le pouvoir du « nudge », Le Point, 4/06/2020.

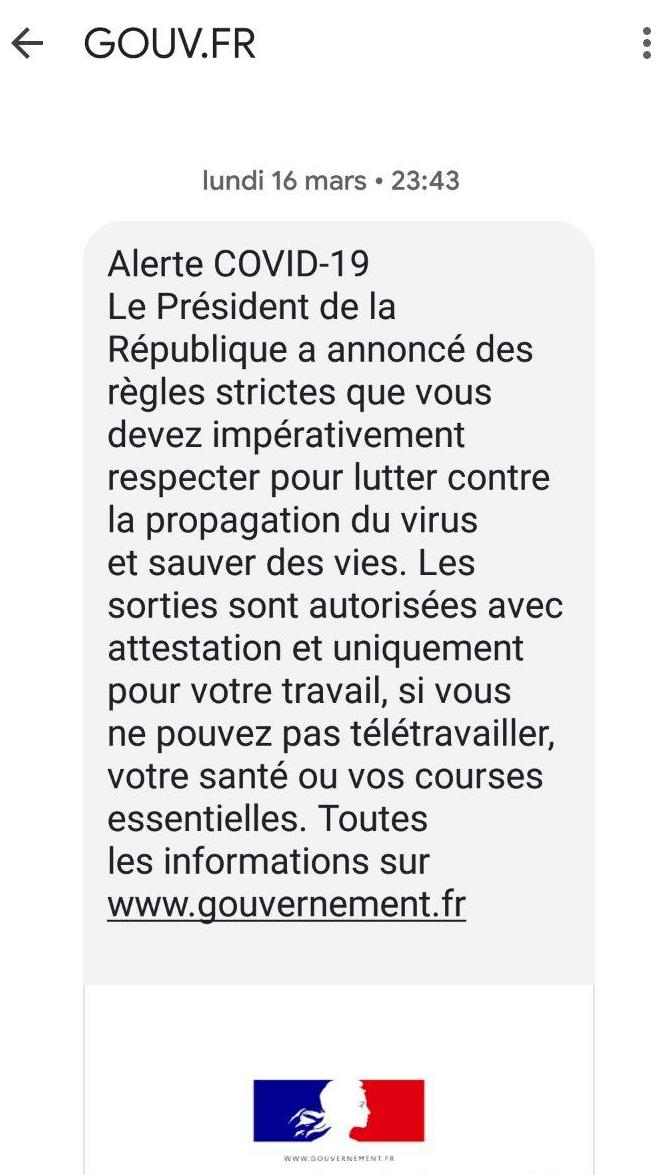
Message du gouvernement français sur les téléphones portables le mars 2020.

Selon eux, les meilleurs messages à faire passer par les pouvoirs publics pour se protéger du Covid-19 seraient plus efficaces selon le sexe : « des messages épurés pour les femmes, autoritaires pour les hommes ».

## Pertinence de cette rhétorique
La rhétorique de guerre est transposée à la santé. Les acteurs en présence sont les soignants, le contrôle policier, la population civile dans son ensemble, et la sollicitation d'opérations non-belliqueuses organisées par l'armée. Pourtant la forme de mobilisation citoyenne est l'immobilisation de la quasi-totalité de la population civile, soumise à des couvre-feux limités décrétés dans certaines localités, n'est pas une mobilisation armée mais solidaire, en contradiction avec le terme de guerre. Les notions de contraintes de guerre, protection de guerre, effort de guerre sont présents depuis ce discours, accompagnés de l'idée de chamboulement de la vie familiale, sociale, et économique, à toutes les échelles jusqu'à un niveau international.
Cependant, des analystes perçoivent dans cette « rhétorique martiale » que la relation du combat de l'épidémie avec la guerre serait analogique, le virus étant un ennemi sans « intentionnalité ». L'imaginaire rhétorique se puiserait dans un imaginaire du XXe siècle sur l'ennemi invisible. Veronika Koller (en), linguiste à l'Université de Lancaster, « Le virus n'est pas un ennemi, un virus n'a aucune hostilité ».

### Point de vue historique
Selon le sociologue Éric Macé du Centre Émile Durkheim, l'expression guerrière face à l’épidémie de Covid-19 est globalement apparue comme un contre-sens historique, témoin de la difficulté qu'ont les acteurs de l'ancien monde à comprendre, qu'à l'inverse, « nous sommes en care », c'est-à-dire obligés de « prendre soin » des humains et des non-humains à tous les niveaux d'échelle.
La rhétorique politique de guerre entraîne des comparaisons tirées de l'histoire, particulièrement concernant l'effort économique de guerre.
Tamás Vonyó, professeur d'histoire économique à l'Université Bocconi en Italie, estime que les guerres totales ont plus en commun avec des économies de temps de paix fonctionnant normalement qu'avec ce que nous pouvons observer aujourd'hui :

« Hiberner les économies pendant des mois est une terra incognita , tant pour le gouvernement que pour les entreprises. Les guerres mondiales n'ont rien fait de ce genre. Bien au contraire: le but de la guerre totale était d'exploiter toutes les capacités de production et de mobiliser tous les travailleurs au-delà de ce qui était considéré comme faisable en temps de paix. Aujourd'hui, nous faisons le contraire: nous fermons toute production qui est pas indispensable, en utilisant aussi peu de capacité et aussi peu de travailleurs que possible, pour que nous puissions tous rester à la maison.
C'est pourquoi la rhétorique de la guerre est aujourd'hui si trompeuse, en politique comme en affaires. Il s'agit d'une urgence de santé publique, pas de guerre, quoi que vous disent certains dirigeants mondiaux. La logique de l'économie de guerre ne prévaut que dans les services d'urgence. […]  Enfin, rappelez-vous que la Seconde Guerre mondiale a duré cinq ans et incinéré 60 millions d'âmes. Dans la pandémie actuelle, le pire sera peut-être passé dans quelques mois, les économies étant rétablies dans quelques années. »

— Tamás Vonyó, Pouvons-nous comparer la pandémie COVID-19 à une guerre mondiale ?
La rédactrice en chef de Grist, Kate Yoder, fait la comparaison avec la dernière pandémie meurtrière d'Europe, disant que la métaphore de combat n'était pas arrivée dès les premières semaines de contagion : « Le langage guerrier fait partie de notre discours depuis si longtemps qu'il passe généralement inaperçu. Lorsque la grippe espagnole a frappé l'Angleterre durant l'été 1918, les journaux ont averti leurs lecteurs de préparer des "défenses" contre la maladie. Très vite, ils ont décrit la grippe comme un "nouvel ennemi", et les gens ont paniqué, achetant de la quinine en panique ». Les professeurs Hayagreeva Rao et Henrich R. Greve relèvent également qu'au début de la grippe espagnole en Europe, « les journaux l'ont dépeinte comme un symptôme de "frissons", et à mesure que la grippe devenait plus virulente, elle a été décrite comme une peste ou traitée comme un ennemi. Le schéma de la couverture médiatique en Angleterre en est une illustration. Par exemple, au cours de la première semaine de juin, le Daily Mail en Angleterre avait un titre intitulé "La grippe arrive" et informait ses lecteurs que ce n'était pas pire qu'un rhume, mais les invitait à préparer leurs "défenses". Fin juillet 1918, le Salford Reporter en Angleterre l'a décrit comme un "nouvel ennemi" et les chimistes ont fait état d'un achat panique de quinine et d'autres médicaments »

### Point de vue juridique
Selon Patrick Martin-Genier, professeur à l'Institut d'études politiques de Paris, « il existe un vide abyssal entre le terme lui-même et la réalité juridique et politique que cette expression recouvre. […] En parlant de guerre, le président de la République s’appuie implicitement sur la Constitution. Or, celle-ci ne lui confère aucun autre pouvoir que celui de déclarer la guerre à un Etat étranger ». Cependant, l'état d’urgence est invocable : « l'article 1er de la loi du 3 avril 1955, modifié par la loi n°2011-525 du 17 mai 2011 prévoit que « L’état d’urgence peut être déclaré sur tout ou partie du territoire métropolitain, des départements d’outre-mer, des collectivités d’outre-mer ». Il conclut qu'« en tout état de cause, l’état d’urgence ne transfert aucun pouvoir à l’armée, mais aux préfets et forces de police », et ainsi « il n’y a donc pas de guerre au sens juridique du terme ni à l’extérieur, ni à l’intérieur. Politiquement, cette expression suscite des passions et débats. Elle permet aux responsables politiques d’inscrire le pays dans un tel cadre qui n’existe pas et au chef de l’Etat de se poser en chef de guerre qu’il n’est pas ».

### Point de vue sémiologique
Ainsi le champ lexical de la lutte se concrétise dans le déploiement militaire en renfort des hôpitaux de la région de Mulhouse, plus important foyer épidémique de France, ainsi que pour le contrôle des laissez-passer requis pour tout déplacement fait par la population. La sémiologue Cécile Alduy estime que l'emploi de ce champ lexical est « utile du point de vue de l’efficacité rhétorique […] pour enjoindre à une mobilisation générale de [toute la population], et susciter un choc des consciences ». « Mais c’est éthiquement et politiquement problématique, selon la sémiologue. Il édulcore du même coup la réalité encore actuelle du mot 'guerre' [ce qui rend l'expression] assez indécente. ». Cette forme de déclaration de guerre est selon elle une « hyperbole », qui contraste avec « une réponse timorée et un peu désinvolte (« La vie continue » pour enjoindre aux Français de continuer d'aller au théâtre le 7 mars) ».
Selon Cécile Alduy, « l'idée de « guerre » nous prépare psychologiquement à l'idée de ce décompte morbide – et l'impératif disciplinaire et de mobilisation nationale ».
Mais aussi, le lieu choisi pour l'allocution d'Emmanuel Macron le 25 mars 2020 pour l'annonce d'une opération militaire française en métropole et en Outre-mer est devant l'hôpital militaire de Mulhouse déployé par les services de santé et l'armée, annoncé par son précédent discours. En liguistique, le discours est compris comme quelque chose qui englobe le texte – la partie linguistique, observable de l'interaction – et le contexte, l'extralinguistique, qui conditionne la production du premier. Ce discours extralinguistique est totalement militarisé : le fond composé des tentes de l'hôpital aux couleurs de l'armée, qui remplacent le décor du palais de l'Élysée et ses deux drapeaux national et européen, renforcent l'image du chef de l'Etat en chef des armées, et chef de guerre dont la première opération est rendue visible. L'onomastique choisie pour l'opération militaire est en contraste de l'ordre du registre du care post-guerre : l'Opération Résilience. Le concept de «résilience» expliqué par Boris Cyrulnik appartient aux traumas, la plupart du temps issus d'une guerre. Dans le discours explicite, l'Opération Résilience est distinguée de l'Opération Sentinelle « qui continue de se concentrer sur la lutte contre le terrorisme quant à elle ». Cela dresse une ligne de démarcation entre le rôle dévolu à l'armée de combat et son rôle de soutien, mais avec un transfert de lemme, tous deux étant un service visant la protection de la population civile.

### Point de vue linguistique
De nombreuses maladies, telles que le SIDA, Ebola, SRAS, Zika, la grippe aviaire et la grippe porcine sont décrites et expliquées à l'aide de métaphores.
Eunice Castro Seixas dans son analyse de l'usage des métaphores de la guerre dans la communication politique sur la Covid-19, montre qu'il peut remplir des fonctions diverses qui sont loin d’être toujours privatives ou oppressives. De même, l'écrivain et metteur en scène Vincent Stuer, qui a écrit des discours pour l'ancien président de la Commission européenne José Manuel Barros, justifie l'emploi de la métaphore de guerre « parce que c'est une situation où vous avez besoin d'être ensemble. Ensuite, il est utile de créer l'image d'un ennemi commun contre lequel vous, en tant que peuple, devez vous battre ». La métaphore guerrière sert à faire comprendre à la population la gravité de la situation. Dans ce sens, Veronika Koller (en), linguiste à l'Université de Lancaster, « La métaphore de la guerre peut faire des choses particulières qui pourraient être utiles à certains moments d'une crise. Ainsi, surtout au début, les métaphores de la guerre peuvent aider à faire comprendre aux gens que la situation est urgente, qu'elle est critique et sérieuse et que les gens doivent faire quelque chose, et aussi favoriser la résilience en eux et un certain sentiment de solidarité. » Barbara De Cock, chercheuse en linguistique à l'Université Catholique de Louvain, se range à cet avis, de cette métaphore très puissante : « La comparaison avec une guerre montre immédiatement à quel point la situation est grave et exceptionnelle. Et bien sûr, il y a des parallèles. Il y a des victimes, on voit soudain des files d'attente devant les magasins et le virus semble - tout comme une guerre - provoquer une transformation complète de notre société ».
De plus, la terminologie de « guerre sanitaire » porte l'idée de solidarité selon Bissiriou Kandjoura de l'Institut d'Études de Droit public de l'Université Paris-Saclay. Il s'agit selon lui de chercher à concilier la liberté individuelle avec la responsabilité collective imposée par le coronavirus, l'individu est amené à se percevoir comme un « maillon dans la chaîne des générations ». Cela implique de la part de l'État le déblocage d'un « Fonds en faveur des victimes » de la guerre sanitaire. De plus, l'expression s'exprime dans le contexte de résolution d'une solidarité mondiale, appelant ainsi à la coopération internationale et au multilatéralisme au sein des Nations unies. Ces vues du point de vue sémantique sont diverses au niveau européen. « Les métaphores de la guerre supposent l'unité, où tout le monde se bat ensemble. Le comportement de groupe est encouragé, ce qui rend vertueux le don de ressources, telles que de la nourriture, des masques et de l'argent ». Pour résumer, une action collective contre cette pandémie permet à la fois de gagner la « guerre » et d'apporter l'assistance nécessaire en faveur des victimes.
Cependant, les termes militaires peuvent ne pas avoir le bon effet sur une grande partie de la population selon la linguiste Barbara De Cock qui se réfère à une étude américaine que les professeurs Hauser et Schwarz ont menée sur des patients atteints de cancer. De même, les recherches du professeur Elena Semino de l'Université de Lancaster montrent que « cette histoire de guerre a un arrière-goût amer pour de nombreux patients atteints de cancer. Car qu'est-ce que cela dit sur qui meurt ? Qu'il ou elle n'a pas combattu assez fort ? Qu'ils n'étaient pas assez courageux ? ». C'est aussi dans ce sens que le chercheur belge Koert Debeuf de l'université d'Oxford ajoute que « la comparaison avec une situation de guerre fonctionne, surtout au début d'une crise. Cela montre immédiatement à tout le monde que c'est grave. Mais à mesure qu'une telle crise progresse, il devient de plus en plus difficile de continuer à faire ce parallèle. Une guerre, par exemple, a un point final très clair. Lorsque l'ennemi est vaincu, n'importe qui peut descendre dans la rue et la fête peut commencer. C'est beaucoup plus compliqué avec la crise corona. Quand l'ennemi a-t-il été vaincu? Personne ne sait. On parle déjà d'une deuxième et troisième vague ». Veronika Koller (en) précise que ce passage en langage de force de guerre « peut aider les gouvernements à obtenir le soutien du public pour des actions à court terme qui seraient normalement impopulaires, comme la fermeture des frontières ou l'exercice de pouvoirs d'urgence. Mais pour une crise prolongée, il en résulte une lassitude. Du changement climatique au cancer en passant par les coronavirus, la lutte n'est pas une question de semaines, mais de mois, d'années et de décennies ».
La linguiste Aleksandra Salamurović pense également que les caractéristiques de base de la métaphore de la guerre sont d'évoquer la polarisation (nous/ennemi), tandis que sa fonction première sur le plan émotionnel, comme le montrent de nombreuses études linguistiques, est de provoquer des sentiments de menace, de peur et de panique. Son utilisation et surtout son effet dépendent cependant à grande échelle du contexte de son usage, c'est-à-dire de qui l'utilise, quand il est utilisé, à quelle fréquence et quels sont les autres moyens linguistiques et rhétoriques qui suivent cette métaphore. Car le linguiste Kumaran Rajandran ajoute que « la guerre et d'autres métaphores du danger […] justifient le monopole gouvernemental des actions et des décisions. […] De plus, les métaphores de guerre justifient des réactions draconiennes, et nos systèmes et pratiques démocratiques peuvent être mis en veilleuse ».

### Point de vue psychologique
La rhétorique guerrière est arrivée graduellement dans le discours de chaque État. Par exemple aux États-Unis, la rhétorique de guerre arrive « trop tard » pour être « mieux utilisée comme un effort de mobilisation : nous avons échoué » selon Stephen Flusberg, professeur associé de psychologie au Purchase). En effet, le New York Times a décrit pour la première fois comme une maladie « mystérieuse » en janvier, quelque chose à « combattre » en février et une « guerre totale » en mars,.
L'inconvénient est que le langage de la guerre simplifie une situation très complexe et encourage des actions irrationnelles telles que le stockage et l'achat de panique. La notion de guerre donne aussi une idée de durée, avec des efforts de guerres par et pour la population, pouvant susciter une fatigue pandémique. Dans le cas français, la psychothérapeute Sylvie Nay-Bernard montre la stratégie cognitive en « 28 secondes et 67 mots, les esprits sont frappés par cette expression martiale répétée quatre fois dans les quatre minutes suivantes ». Cette adresse du président aux Français appuie sur l'état de guerre, comme état d'urgence, pour mieux demander l'obéissance à ces mesures vigoureuses en faveur de la santé publique. Elle suscite la responsabilité d'un chacun, la conscience citoyenne et la « mobilisation générale », opposées à l'insouciance ou un manque de rigueur de la part de ses destinataires. Le docteur en psychopathologie Michel Normand analyse que : « cet état de fait a eu pour conséquence un sentiment diffus, mêlé de crainte face à la menace de la contamination, mais aussi face à celle que représentaient alors la surveillance généralisée et les sanctions policières éventuelles en cas de non-observance des protocoles sanitaires obligatoires… ».

## Rhétoriques alternatives

### Mouvement de linguistes: ReframeCovid
En période de pandémie, qualifier le virus d'« ennemi invisible » peut être vecteur de la xénophobie et le racisme. Ce cadre linguistique incite les gens à considérer des problèmes comme un champ de bataille où l'on est de tel ou tel côté, creusant ainsi les divisions entre les partis tout en occultant tout terrain d'entente.
Pour y remédier, en Espagne, un groupe de linguistes (Inés Olza, Paula Perez-Sobrino) a initié le projet d'action linguistique et sociale #ReframeCovid. L'initiative a promu un langage non lié à la guerre et proposer des métaphores et d'autres types de langage figuratif pour encourager et unir les gens dans les moments difficiles et se donner les moyens d'y faire face. D'autres linguistes de premier plan du Royaume-Uni (par exemple Elena Semino, Veronika Koller (en)) et de nombreux autres collègues du monde entier ont rapidement rejoint ce projet. Elle a fait émerger plus de trois cents métaphores de vingt-trois langues, qui sont toutes des alternatives à la métaphore de la guerre, des métaphores de voyage, de musique, de sport… Certains proposent, par exemple, « ramer ensemble » au lieu de « combattre » et la linguiste Inés Olza voudrait « récupérer des espaces de santé ensemble » au lieu de « vaincre l'ennemi ensemble ». Comme l'explique Toni Gomila, « Les mots disent qui nous sommes, comment nous vivons, ce que nous apprécions et ce que nous méprisons […] Et si nous changeons les mots, nous changeons le monde ».
Par exemple, « sortir de ce long tunnel », « Ce n'est pas un sprint, c'est un marathon », ou la métaphore sportive : « nous devons travailler en équipe », « le match contre le Covid-19 se poursuit », ou l'image alternative pour rallier les nations évoquée par Tedros Adhanom Ghebreyesus, directeur général de l'Organisation mondiale de la santé : le sport : « Vous ne pouvez pas gagner un match de football uniquement en défendant. Vous devez aussi attaquer ». (“You can’t win a football game only by defending. You have to attack as well.”),. Les métaphores du football sont souvent utilisées en Italie : l'épidémie se décrit comme la situation comme un match de football dans lequel la population est à quelques buts derrière, en attendant on a rattrapé mais pas encore gagné.
Le langage est une action qui suscite toujours une réaction. Il y a donc des efforts à déployer pour utiliser un nouveau vocabulaire afin d'aborder les problèmes sociaux. « Un choix holistique de métaphores peut inspirer la solidarité, les soins et la force physique et mentale. Les métaphores devraient souligner notre humanité commune parce que la pandémie ne connaît pas de frontières. Nous ne sommes pas en guerre ».

### Collectifs d'experts en promotion de la santé
La communication gouvernementale en 2020 « a été centrée sur la promotion des mesures barrières, et sur le décompte officiel des malades hospitalisés et des décès. Associée à des mesures de coercition allant jusqu'au confinement de la population, cette communication a souvent pris un ton martial. Elle a mis en exergue la responsabilité des personnes quant à leur protection et l’évolution de l’épidémie, recourant pour ceci largement à des mécanismes de peur et de culpabilisation ». Plutôt que suivre le gouvernement qui privilégie le bâton à la carotte, une approche mobilisant les citoyens et jouant moins sur la peur serait plus efficace selon un collectif d'experts en promotion de la santé qui recommande :

« 1) Privilégier une communication positive qui valorise les ressources et capacités de chacun pour lutter contre l’épidémie plutôt qu’un registre anxiogène et culpabilisateur inadapté et délétère. La nouvelle campagne lancée par le ministère chargé de la Santé est un tout premier pas dans ce sens.
2) Mettre en place une stratégie de communication proportionnée et ciblée au niveau des risques et des vulnérabilités, plutôt qu’universelle et homogène, en mobilisant les professionnels de santé et de prévention de terrain.
3) Réduire l’incertitude liée au contexte pandémique et améliorer la visibilité des décisions en communiquant plus efficacement sur ce que l’on sait, et avec quelle certitude on le sait, et sur ce que l’on ne sait pas, et sur comment on cherche à le savoir. »

— Marc Bardou (CHU Dijon Bourgogne) ; Basile Chaix (Sorbonne Université) ; Linda Cambon (Université de Bordeaux) ; Laurent Gerbaud (CHU de Clermont-Ferrand) ; Claire Granon (Santé Publique Nice) ; Marina Honta (Université de Bordeaux) ; Jean-Christophe Mino (Sorbonne Université) ; Ilaria Montagni (Université de Bordeaux) ; Christian Pradier (Université Côte d’Azur) ; Maria-Paola Simeone (Bari, Italie) ; Sarah Vernier (étudiante) ; Oulmann Zerhouni (Université Paris-Nanterre).

## Déploiement médiatique

### Reprises sémantiques
La reprise de la sémantique de la guerre est faite par les ministres, comme par des acteurs.
Il est réinvesti dans toutes ses formes lexicologiques pour décrire l'action des soignants,, qui se voit être applaudie les soirs à 20 h. Le respect du confinement est commenté comme une guerre domicile : « La guerre va donc s'écrire chacun chez soi, plus le choix. ».
La citation nourrit la critique de pénurie de masques de protection,.
Le terme de guerre sanitaire est étendu au secteur de l'économie,, à la production alimentaire, au domaine social, et aux Nations unies,
Les représentations du traitement médiatique de la guerre sanitaire par ceux qui l'ont couverte a aussi été étudiée. Une enquête sur les représentations des journalistes sur le traitement médiatique de l'annonce du confinement strict le 16 mars 2020 (« Nous sommes en guerre ») se concentre sur ce que les journalistes pensent de la couverture de cette « guerre » contre un « ennemi invisible », avant qu’ils ne se penchent aussi sur les conséquences du « quoi qu'il en coûte ».

### Réactions politiques
Le parti EELV déplore « une rhétorique guerrière inutile ».
Au Canada, Roméo Dallaire célèbre « les bénéfices pour la santé mentale d’adopter le langage utilisé en temps de guerre durant cette pandémie ». La rhétorique guerrière est toujours employée, comme par le ministre de la Santé du Québec, Christian Dubé.
Le chef de l’ONU António Guterres a appelé le monde à aller au-delà de la solidarité et entrer en « économie de guerre » contre la pandémie de coronavirus, à l’ouverture de l’Assemblée mondiale de la Santé le lundi 24 mai 2021.

### Analyses politiques
Alain Duhamel analyse que le président se positionne à la fois en chef de guerre et en père de famille par les détails donnés concernant les activités possible dans l’espace privé au cours de la période de confinement.
L'exode parisien massif pour le confinement serait dû à cette rhétorique, et il est erroné de parler de guerre contre un virus « très inférieur à d’autres connus en termes de létalité ». Aussi, cette pensée a contraint les libertés « outre-mesure » selon le maître de conférence en droit Raphaël Piastra.
Patrick Martin-Genier se demande si cette rhétorique n'a pas aggravé la crise.

### Reprises culturelles
Cette rhétorique martiale a des reprises en titre ou au sein de productions audiovisuelles, en référence à l'allocution « Nous sommes en guerre » : Nous sommes en guerre, websérie réalisée en confinement avec Stana Roumillac, l'extrait de l'allocution présidentielle dans le film 8 Rue de l'Humanité réalisé par Dany Boon. C'est églement dans le titre Pandémie du dernier album de Vald sorti le 4 février 2022, ou bien dans des oeuvres d'art comme celle analysée par Stéphane Gennai.
Cela a donné naissance à l'expression à « Journal de guerre » pour désigner les journaux de confinement.

### Études scientifiques

#### Sciences politiques
- Barthélemy Courmont (géopolitologue), « “Nous sommes en guerre” : vulnérabilité et sécuritisation face au coronavirus », Revue internationale et stratégique, vol. 118, n° 2, 2020, p.  25-34 (En ligne pour les abonnés).
- Laurie Boussaguet et Florence Faucher, « Comment mobiliser les populations ? La réponse symbolique des exécutifs français, italien et britannique », Marc Lazar éd., Le monde d'aujourd'hui. Les sciences sociales au temps de la Covid, Presses de Sciences Po, 2020, p.  241-261 (Cairn).
- André Dumoulin (politologue belge), « L’armée belge face au Covid-19 : le choix de la sémantique », Revue Défense Nationale, vol. 831, n° 6, 2020, p.  131-136 (Cairn).
- Laurie Boussaguet (Docteure en science politique de l’IEP de Paris, maîtresse de conférences en science politique à la faculté de droit et de science politique de l’Université de Versailles-Saint-Quentin-en-Yvelines) et Florence Faucher (Professeure à Sciences Po de Paris au Centre d'études européennes et de politique comparée), Comment Emmanuel Macron a raté son rendez-vous symbolique avec les Français, 27 mai 2020 https://theconversation.com/comment-emmanuel-macron-a-rate-son-rendez-vous-symbolique-avec-les-francais-139077 Repris le 28/05/2020 sur https://www.latribune.fr/opinions/tribunes/comment-emmanuel-macron-a-rate-son-rendez-vous-symbolique-avec-les-francais-848877.html
- Pierre-Louis Boyer, Revirement macronien : de Hegel à Pascal. Le choc de la réalité, Revue politique et parlementaire, Colin, 2020 Disponible sur : Pierre-Louis Boyer, « Revirement macronien : de Hegel à Pascal. Le choc de la réalité », sur www.revuepolitique.fr, 17 mars 2020 (consulté le 12 février 2021)
- Pierre Musso (docteur en sciences politiques et professeur en Sciences de l'information et de la communication), La présidence Macron ou la quête du Graal symbolique, Revue politique et parlementaire, Colin, 2020 (Hal-archives ouvertes) Disponible sur : Pierre Musso, « La présidence Macron ou la quête du Graal symbolique », sur www.revuepolitique.fr, 8 juin 2020 (consulté le 12 février 2021)
- Adrien Schu (maître de conférences en science politique, à l'IRM-CMRP), « Guerre contre la Covid », Lexique de la crise sanitaire, OPPEE (Observatoire des politiques publiques en période d’épidémie et post épidémique), 2021 en ligne.
- Partie « Guerre contre un virus » : Le rôle du discours de la guerre dans : Hamel Tewfik, « Pandémie Covid-19 : leçons pour le Bioterrorisme », Sécurité globale, vol. 24, n°4, 2020, pp. 5-42. Cairn
- Partie Les messages : la communication ne doit être ni lénifiante ni anxiogène dans : Michel Le Clainche, « Covid-19 : les défis de la communication de crise (mars 2020 – Mars 2021) », Revue française d'administration publique, vol. 178, n°2, 2021, pp. 433-447. Cairn
- Benjamin R. Bates, "The (In) Appropriateness of the WAR Metaphor in Response to SARS-CoV-2: A Rapid Analysis of Donald J. Trump’s Rhetoric", Frontiers in Communication, 50(5), 30 juin 2020. en ligne
- Yu Deng, Jixue Yang, Wan Wan, "Embodied metaphor in communication about lived experiences of the COVID-19 pandemic in Wuhan, China", PLOS One, 30 décembre 2021, vol. 16(12) En ligne
- Kumaran Rajandran, "‘A Long Battle Ahead’: Malaysian and Singaporean prime ministers employ war metaphors for COVID-1", GEMA Online Journal of Language Studies, août 2020, 20(3), p. 261-267. [PDF] en ligne
- Leo A. R., David M. K., "A Critical Metaphor Analysis on Malaysia’s Gazetted Metaphors amid the Movement Control Order: A COVID-19 Episode Angela", Journal of Humanities and Social Sciences Research, 2, 2020, p. 193-204. https://doi.org/10.37534/bp.jhssr.2020.v2.nS.id1049.p193 en ligne] (Cf. plus généraux : Fariza N., Nor M., & Zulcafli A. S., "Corpus Driven Analysis of News Reports about Covid-19 in a Malaysian Online Newspaper", 20, août 2020, p. 199-220. Et : Joharry S. A., Alam S., Turiman S., Alam S., "Examining Malaysian Public Letters to Editor on COVID-19 Pandemic : A Corpus-assisted Discourse Analysis", 20, août 2020.)
- Li Zhangyan, "War Metaphors in COVID-19: Analysis of Similarities and Differences in Descriptive Frames of Chinese and American Leaders on Epidemic Spread", International Journal of Social Science and Education Research, vol. 4, n°1, 2021, p. 70-83. résumé en ligne (mais lent selon connexion, je n'y ai pas eu accès)
- Chapman CM, Miller DS., "From metaphor to militarized response: the social implications of “we are at war with COVID-19”−crisis, disasters, and pandemics yet to come", International Journal of Sociology and Social Policy, 2 décembre 2020, vol. 40(9/10), p. 1107–1124. en ligne
- B. Radeljić, C. González-Villa, "Engagement without accountability: The role of governments, field experts, and public intellectuals in the context of the covid-19 pandemic", RUDN Journal of Sociology, vol. 21, n° 4, p. 783-804 en ligne
- Lili Gui, “Media framing of fighting COVID-19 in China”, Sociology of health & illness, vol. 43,4, 30 mars 2021, p. 966-970. en ligne
- Ren-Xing Chen, et al., “Supportive or Confining? The Impact of War Metaphors From the COVID-19 Pandemic on Persons With Disabilities in Mainland China”, Frontiers in public health, vol. 9, 20 septembre 2021 en ligne
- Huang Y., Hu Y., "Identity from “opposition”: the logic of social governance in the war metaphor", Journal Commun R., 2021, vol. 74, p.96-106 (article qui est cité non trouvé).
- Liang N., "War and war against epidemic: a study of the social practice network of war metaphor and epidemic prevention and control", J Tianjin Foreign Stud Univ, vol.27, 2020, p.92-103 + 160-161.
- Elizabeth Pineau, « La communication élyséenne », Pouvoirs, vol. 180, no. 1, 2022, p. 73-86 En ligne pour les abonnés
- L. Boussaguet et F. Faucher, Comment mobiliser les populations ? La réponse symbolique des exécutifs français, italien et britannique. Dans Lazar, M., Plantin, G. et Ragot, X. (dir.), Le monde d'aujourd'hui. Les sciences sociales au temps de la Covid : Les sciences sociales au temps de la Covid, Presses de Sciences Po, 2020, p. 241-261 DOI 10.3917/scpo.lazar.2020.01.0241
- Amina Mezdour, Typhaine Leclerc et Marie Comeau, « Métaphore et rhétorique de guerre en contexte de COVID-19 : représentations des préposé·es aux bénéficiaires dans les discours du gouvernement québécois », Politique et Sociétés, vol. 43, no 2,‎ 26 septembre 2023, p. 137–163 (ISSN 1703-8480 et 1203-9438, DOI 10.7202/1114886ar, lire en ligne, consulté le 15 avril 2025)
- Bruno Maurer, Le Covid en ses discours : d'une crise sanitaire à une crise de la démocratie française, Editions des archives contemporaines, 2024,  (ISBN 9782813004895) Résumé sur HAL
- François Nicolle, Ziyed Guelmami, « "Nous sommes en guerre" : conception dynamique de l’intérêt général et légitimation de la prise de décision publique dans un contexte de crise sanitaire », Politiques et Management public, 2023, 40 (2), p.123-148 Résumé sur HAL
- Corentin Brustlein, « La défense française face au COVID-19. Quels défis par-delà l'horizon ? », Éditoriaux de l'Ifri, Ifri, avril 2020 Texte sur l'Ifri
- Thibault Fouillet, « De la “guerre sanitaire”. Mise en perspective de l’emploi du registre guerrier dans la crise du coronavirus », Dossier COVID‑19, 13 (20), 2020, p.1‑7.
- Gauthier Mouton et Priscyll Anctil Avoine, « Grammaire bienveillante et rhétorique de combat : stratégies discursives des dirigeantes en Islande, en Nouvelle-Zélande et à Taïwan durant la pandémie de COVID-19 », Lien social et Politiques, 2022, 88, p.237-257.

#### Histoire
- Marco Mondini (Università degli studi di Padova), Nicolas Beaupré (historien français à l'Université Clermont-Auvergne) et Emmanuel Debruyne (UCLouvain), En guerre, mais sans guerre. Une conversation en confinement entre historiens de la Grande Guerre, 8 mai 2020. En ligne sur : https://louvanhist.hypotheses.org/2174
- Christophe de Voogd, « Emmanuel Macron, du discours du progrès à la rhétorique de guerre : le changement dans la continuité », sur Revue Politique et Parlementaire, 5 avril 2020 (consulté le 15 avril 2025)
- Stéphane Audoin-Rouzeau (historien directeur d’études à l'École des hautes études en sciences sociales (EHESS)) Sylvain Courage et Stéphane Audoin-Rouzeau, « Quand crise sanitaire rime avec rhétorique guerrière », sur www.franceculture.fr, 7 avril 2020 (consulté le 12 février 2021), article et podcast de 15min
- Patrick Boucheron : “L’histoire n’est pas une école de la fatalité” », Propos recueillis par Soulayma Mardam Bey, L'Orient-Le Jour, le 29/01/2022 en ligne
- Isabelle Brancourt, La paix après la « guerre » sanitaire ? Petit essai historique, comparatif et impertinent, La légitimité, 2021 texte sur HAL
- Dario Colombo et Manuela Porcu, « La métaphore de la guerre pendant la pandémie », Penser la COVID‑19, et penser le monde. Réflexion critique sur les effets de la pandémie du printemps 2020, sous la dir. de Maria Morel, Réal Bergeron et Louis-Paul Willis, Montréal, Éditions JFD, 2021, p.111-126.

#### Psychologie
- Gaëlle Pradillon, « Ce que la rhétorique guerrière fait à la capacité de penser (des psychologues) », Revue de psychothérapie psychanalytique de groupe, vol. 75, n° 2, 2020, p.  157-160 (Cairn).
- Sevan Minassian, « Où est la guerre ? », L'Autre, vol. volume 21, n° 2, 2020, p.  122-125 (Cairn).
- Emma Richaud, « Le choc des mots du pouvoir », Psychotropes, vol. vol. 26, n° 2-3, 2020, p.  107-114 (Cairn).
- Stéphane Amar, « La Covid-19, révélatrice des causes des tentatives de suicide des adolescents ? », Le Journal des psychologues, vol. 391, n° 9, 2021, pp. 47-51 Cairn où l'auteur analyse le confinement comme « mesure étayée sur une sémantique guerrière ».
- Christian Stöcker (professeur de  psychologie cognitive), "Das hier ist kein Krieg", Spiegel Online, 5/04/2020 en ligne.
- David Isaacs, Anne Priesz, "COVID-19 and the metaphor of war", Journal of Paediatrics and Child Health, janvier 2021, vol. 57(1), p. 6-8. en ligne
- Jose Manuel Sabucedo (en), Mónica Alzate, Domenico Hur, "COVID-19 and the metaphor of war (COVID-19 y la metáfora de la guerra)", International Journal of Social Psychology, 2020, vol. 35(3), p. 618-624. en ligne
- Jeni L. Burnette, Crystal L. Hoyt, Nicholas Buttrick, Lisa A. Auster-Gussman, "Well-being in the time of COVID-19: Do metaphors and mindsets matter?", International Journal of Psychology, 4 juin 2021 en ligne
- Francesca Panzeri, Simona Di Paola, Filippo Domaneschi, “Does the COVID-19 war metaphor influence reasoning?”, PLOS One, vol. 16,4, 28 avril 2021 en ligne
- Julia Schnepf, Ursula Christmann, “"It's a war! It's a battle! It's a fight!": Do militaristic metaphors increase people's threat perceptions and support for COVID-19 policies?”, International journal of psychology, 2 septembre 2021 en ligne

#### Droit
- Pierre-Louis Boyer (maître de conférences en Droit à l'Université du Mans), Revirement macronien : de Hegel à Pascal. Le choc de la réalité, Revue politique et parlementaire, Colin, 2020 Disponible sur : Pierre-Louis Boyer, « Revirement macronien : de Hegel à Pascal. Le choc de la réalité », sur www.revuepolitique.fr, 17 mars 2020 (consulté le 12 février 2021)
- Serge Schweitzer, (enseignant-chercheur en Droit et de Science Politique de l'Université Aix-Marseille), Serge Schweitzer, « « Nous sommes en guerre » : une faute de communication », sur www.contrepoints.org, 27 mars 2020 (consulté le 11 février 2021)
- Raphaël Piastra (maître de conférence en droit), « Nous sommes en guerre » ?…, Revue politique et parlementaire, Colin, 2020 (Hal-archives ouvertes) Disponible sur : Raphaël Piastra, « « Nous sommes en guerre » ?… », sur www.revuepolitique.fr, 5 novembre 2020 (consulté le 11 février 2021)
- Patrick Martin-Genier (professeur de droit public à l'Institut d'études politiques de Paris), La « drôle de guerre » d’Emmanuel Macron, Revue politique et parlementaire, Colin, 2020. Disponible sur : Patrick Martin-Genier, « La « drôle de guerre » d’Emmanuel Macron », sur www.revuepolitique.fr, 2 novembre 2020 (consulté le 12 février 2021)
- Damien Deias (spécialiste en sciences du langage en politique), Petites phrases politiques en temps de pandémie, 25 mai 2020 https://theconversation.com/petites-phrases-politiques-en-temps-de-pandemie-138880
- Jean Gicquel (juriste français) et Jean-Éric Gicquel, « Chronique constitutionnelle française. (1er janvier – 31 mars 2020) », Pouvoirs, vol. 174, n° 3, 2020, p.  159-188 (Cairn).
- Bissiriou Kandjoura (chercheur de l'Institut d'Études de Droit public de l'Université Paris-Saclay), Le Coronavirus: entre mesures d'urgences et action collective, 2020 ([PDF] Hal-Archives ouvertes)
- François Ost, « Le Petit Prince au pays du Covid », Les Cahiers de la Justice, vol. 3, n° 3, 2021, pp. 535-540. Cairn
- Eric Carrey et Hubert Landier, « Chapitre 1. “Nous sommes en guerre…” », dans Après la guerre contre la COVID. De l'économie financière à l'entrepreneuriat social, L'Harmattan, 2021 En ligne pour les abonnés

#### Sémiologie
- Cécile Alduy (sémiologue) Laure Bretton, Interview avec Cécile Alduy. Métaphore de Macron sur la guerre : «Cela exonère le pouvoir de ses responsabilités», 30/03/2020

#### Linguistique
- Alain Bentolila (linguiste), Alain Bentolila, propos recueillis par Laureline Dupont, L'oeil du linguiste : pourquoi Macron parle de "guerre" et pas de "confinement", 17/03/2020
- Brigitte Nerlich (ethnolinguiste émérite à l'Université de Nottingham), Metaphors in the time of coronavirus, 17/03/2020
- Veronika Koller (en) (linguiste à l'Université de Lancaster), RadioFM4, Die richtige Wortwahl in Krisenzeiten, Veronika Koller entrevistada por Joanna Bostock (traduction : Le bon choix de mots en temps de crise), 7/4/2020
- Silvana Neshkovska et Zorica Trajkovapp, « Coronavirus–inspired Metaphors in Political Discourse », Thesis, 9-2, 2020, p.98-132. En ligne
- Elisabeth Wehling (linguiste allemande), "Krieg gegen Corona – die Macht der Worte. After Corona Club", NDR Doku, 27/05/2020 en ligne
- Marcel Vondermaßen, "Problematische Kriegsmetaphern: Warum wir nicht von einem "Krieg gegen SARS-CoV-2" sprechen sollten", dans Wissenschaft & Frieden, vol. 32–34, 2020. en ligne
- "Virus-Kampf, Notabitur und neue Helden: Kriegsmetaphern und Krisen-Begriffe im Diskurs um die Covid-19-Pandemie", de la Gesellschaft für deutsche Sprache (Société pour la langue allemande) en ligne
- Francisco Méndez Lozano, Metaphern in der politischen Sprache. Analyse der Fernsehansprache von Bundeskanzlerin Angela Merkel zur COVID-19-Pandemie, AKAD University of Applied Sciences Stuttgart, 2021,  (ISBN 9783346438553) en ligne
- Kanwal Gulzar, Saira Asghar Khan, Imdad Ullah Khan, et al., "An analysis of war language in covid 19 speeches a comparative study", Humanities & Social Sciences Reviews, vol. 9, n°3, juin 2021, p.1399-1412 en ligne
- Malte Pasler, "Zur Kriegsmetapher in der Corona-Krise", dans Kritik in der Krise, p.49-60 https://www.nomos-elibrary.de/10.5771/9783748910688-49/zur-kriegsmetapher-in-der-corona-krise en ligne
- Xiaochuan Tian, Yunhao Ba, Xinyu Zhang, "The Conceptual Metaphor of Governance in The Governance of China", Open Access Library Journal, vol. 8, 1-8, 2021. en ligne (Cf. métaphore conceptuelle (en))
- David Craig (University of Southern California), "Pandemic and its metaphors: Sontag revisited in the COVID-19 era", European Journal of Cultural Studies, vol. 23, n° 6, p. 1025-1032, 7 juillet 2020 en ligne
- Muhammad Adam, "An Enemy to Fight or Someone to Live With, How COVID-19 is Metaphorically Described in Indonesian Media Discourse", ELLit : 2nd Online National Seminar on English Linguistics and Literature, vol. 1, n°2, 16 juillet 2020, p.60-71. en ligne
- Soumitra Pathare, Role of language during a pandemic. Webinar on Covid-19, DBT Wellcom Trust India Alliance, 22 avril 2020 ; On war metaphors, communicating uncertainty, avoiding stimatizing language during COVID19 Résumé en ligne, Vidéo en ligne : Webinar on COVID-19 | Ask The Experts - Part 4 | Role of Language during a Pandemic I 17 April 2020
- Maria Magdalena Sinta Wardani, "The Metaphoric Conceptualization of the Covid-19 Pandemic in the Online Press Releases of Lapor Covid-19 and Kominfo", Journal of Language and Literature, vol. 21, n° 1, p. 172-189. en ligne
- Kristina Štrkalj Despot, Ana Ostroški Anić, "A War on War Metaphor: Metaphorical Framings in Croatian Discourse on Covid-19", Rasprave: Časopis Instituta za Hrvatski Jezik i Jezikoslovlje, vol. 47, n° 1, p. 173-208. en ligne
- L. Ceccarelli, "COVID-19: Las metáforas de la pandemia", Métode, 105, 9, 2020. https://metode.es/revistas-metode/opinio-revistes/especial-covid-19-es/covid-19-las-metaforas-de-la-pandemia.html
- Mehtap Pekesen, Şengül Akdeniz, "COVID-19 Metaforları: COVID-19 Pandemisinde Yaşlı Bireyler Üzerine Nitel Bir Araştırma", OPUS Uluslararası Toplum Araştırmaları Dergisi, 18, 43, 2021, p. 6394-6424.
- Kristina Štrkalj Despot, "Kako koronavirus mijenja jezik kojim govorimo (i mislimo)?", Hrvatski jezik: znanstveno-popularni časopis za kulturu hrvatskoga jezika, (trad. "Comment le coronavirus change-t-il la langue que nous parlons (et pensons) ?", Langue croate : revue de vulgarisation scientifique pour la culture de la langue croate), vol. 7, n°2, 2020, p. 1-7.
- Laura Filardo-Llamas, Metáforas del coronavirus. [Video], 4 juin 2020, YouTube. https://www.youtube.com/watch?v=ANPTgkfFR28
- Laura Filardo-Llamas, "Tsunamis, waves, Quixotes, and KO-vid: Metaphors about the pandemic as seen in cartoons", Mètode Science Studies Journal, 11, 2021, p. 14-20 en ligne
- Isabel Negro Alousque, « Les métaphores du virus Covid-19 dans les discours d’Emmanuel Macron et de Pedro Sanchez », Çédille, revista de estudios francese, n°19, 2021, p.595-614 en ligne
- Muhammad Adam, "Corpus Analysis Of War Metaphor To World Health Organisation Press Briefing Transcripts", Ethical Lingua: Journal of Language Teaching and Literature, 2021, vol. 8, n°2, p. 319-332. en ligne
- (en) Elena Semino (en), "Not Soldiers but Fire-fighters" - Metaphors and Covid-19", Health Commun, janvier 2021, n° 36(1), p.50-58. résumé
- Blandine Pennec, Les mots de la Covid-19 : Étude linguistique d’un corpus français et britannique, Arras, Artois Presses Université, 2021 Recension scientifique, Accès restreint
- Reine-Marie Bérard, « “Nous sommes en guerre” ? », Histoire, médecine et santé, 19, 2022, p.145-170 en ligne
- Gaston François Kengue, « Discours “covidiques”, dynamiques lexico-sémantiques du français et solidarité francophone », Cahiers internationaux de sociolinguistique, 2023/2, N° 23, 2023, p.57-77 En ligne pour les abonnés
- (en) Yumna Masarwa, « From “We are at War” to “They are martyrs”: Burial and body repatriation among Muslims in Marseilles during the Covid-19 Pandemic », Études sur la mort, 2022/2 N° 158, 2022, p.55-69 En ligne pour les abonnés
- (en) Paola Giorgis et al., “"We are at war": The military rhetoric of COVID-19 in cross-cultural perspective of discourses”, Frontiers in artificial intelligence, vol. 6, mars 2023, doi:10.3389/frai.2023.978096 en ligne
- (en) Carly Nichols et al., “The "Corona Warriors"? Community health workers in the governance of India's COVID-19 response”, Political geography, vol. 99, 2022. doi:10.1016/j.polgeo.2022.102770 en ligne
- (en) Arooj Rana et al., “Metaphorical framing of the COVID-19 pandemic in Pakistan: A corpus driven critical analysis of war metaphors in news media”, PLOS One, vol. 19,10, oct. 2024, doi:10.1371/journal.pone.0297115 en ligne
- (en) Sara Dada et al., “Words matter: political and gender analysis of speeches made by heads of government during the COVID-19 pandemic”, BMJ global health, vol. 6,1, 2021. doi:10.1136/bmjgh-2020-003910 en ligne cf. tableau : “Leaders’ use of war metaphors across speeches”
- (en) Andreas Musolff, Ruth Breeze, Kayo Kondo et Sarah Vilar-Lluch (éds), Pandemic and Crisis Discourse, Londres, Bloomsbury, 2022 Recension scientifique
- La légitimité et l’autorité à l’épreuve : les premières allocutions sur le coronavirus, revue Argumentation et Analyse du Discours n°28, 2022 En ligne :
  - Stéphane Wahnich, « Introduction. La construction de la légitimité et de l’autorité : les démocraties face à la Covid-19 »
  - Ruth Amossy, « Construire la légitimité et l’autorité politiques en discours »
  - Ruth Wodak (en), « Légitimer la gestion de crise pendant la Covid-19 »
  - Jürgen Siess et Ruth Amossy, « Légitimité démocratique et autorité en temps de Corona : L’allocution à la nation d’Angela Merkel (18 mars 2020) »
  - Keren Sadoun-Kerber et Stéphane Wahnich, « Emmanuel Macron face à la Covid-19 : un Président en quête de réparation d’image »
  - Ariella Lahav, « Crise sanitaire et crise politique : La double démarche rhétorique de Benjamin Netanyahou pendant la COVID-19 »
  - Caterina Scaccia, « Une construction interdiscursive : la légitimité et l’autorité dans les premières conférences de presse de Conte sur la Covid-19 »
  - Irit Kornblit, « Stratégies rhétoriques de légitimité et d’autorité en temps de Covid-19: Le cas de la PM belge Wilmès »
  - Karina Masasa, « Le rôle de la confiance dans la construction discursive de la légitimité et de l’autorité. La première allocution sur la Covid-19 en Argentine »
  - Maria Saltykov, « Un Président populiste en campagne : Donald Trump, ou la gestion de la crise de la Covid-19 »
  - Claire Sukiennik Abécassis, « Polémique et populisme en temps de pandémie : légitimation et construction d’autorité chez Bolsonaro »

#### Sciences de l'information
- Alexandre Joux (de l'Institut méditerranéen des sciences de l'information et de la communication), « Les représentations du traitement médiatique de la crise sanitaire par ceux qui l’ont couverte », Festival des sciences sociales et des arts, 2020 hal-03052016
- Philipp Wicke, Marianna M. Bolognesi, "Framing COVID-19: How we conceptualize and discuss the pandemic on Twitter", PLOS One, 30 septembre 2020, vol. 15(9), p. 1-24. en ligne
- Dimitrinka Atanasova, "How Constructive News Outlets Reported the Synergistic Effects of Climate Change and Covid-19 Through Metaphors", Journalism Practice, (1-20), 2021.
- Olga N. Prokhorova, Igor V. Chekulai, et al., "Political metaphor in Covid-19 media coverage", Laplage em Revista, vol. 7, n° Extra-D, 2021, p.15-21. [PDF] Télécharger en ligne

#### Sociologie
- Molnár A., Takács L., Harnos E.J., "Securitization of the covid-19 pandemic by metaphoric discourse during the state of emergency in Hungary", International Journal of Sociology and Social Policy, vol. 40, n°9-10, 2020, p. 1167-1182. en ligne
- Éric Macé (sociologue au Centre Émile Durkheim), Nous sommes en care, AOC [Analyse Opinion Critique], société AOC, 2020 (Hal-archives ouvertes)
- Partie Nous sommes « en guerre » : quand un mot en entraine un autre dans : Laurence Rosier, « Mots et discours de la pandémie. Petites réflexions sociolangagières », La Revue Nouvelle, vol. 8, n° 8, 2021, pp. 35-43. Cairn
- Eunice Castro Seixas, "War Metaphors in Political Communication on Covid-19", Frontiers in Sociology, vol. 5, 25 janvier 2021 en ligne
- Charlotte Taylor, Jasmin Kidgell, "Flu-like pandemics and metaphor pre-covid: A corpus investigation", Discourse, Context & Media, vol. 41, 7 mai 2021. résumé
- Martina Berrocal, Michael Kranert, Paola Attolino, et al., "Constructing collective identities and solidarity in premiers’ early speeches on COVID-19: a global perspective", Humanities and Social Sciences Communications, vol. 8, 128, 27 mai 2021 en ligne (24 juin 2021 : une version corrigée a été publiée : en ligne)

#### Philosophie
- World Emergency COVID19 Pandemic Ethics - WeCope Committee (Thalia Arawi, Rhyddhi Chakraborty, Anthony Mark Cutter, et al.), "A call to cease the use of war metaphors in the covid-19 pandemic", Eubios Journal of Asian and International Bioethics, vol. 30, n° 6, août 2020, p. 277-279. en ligne
- Partie « dramaturgie sanitaire » dans : Dominique Greiner, « L’État qui vous veut du bien : quelques leçons à tirer de la gestion de la crise sanitaire par l’autorité publique », Revue d'éthique et de théologie morale, vol. 311, n° 3, 2021, pp. 51-60 Cairn
- Patrizia Piredda, "Reality vs. Propaganda. PTSD among Civilian Healthcare Staff and Patients and the Rhetorical Invention of the ‚War on Coronavirus‛", Close Encounters in War Journal, n°3, 2020, p.70-95. [PDF] en ligne
- Soumyadeep Bhaumik, Sambit Dash, Kamna Kakkar, “Moral philosophy, pragmatism, and the larger cause: why "war" metaphors are needed during pandemics”, Indian journal of medical ethics, vol. V, 3, 11 juin 2020, p. 219-221.
- Wise A., "Military metaphors distort the reality of COVID-19", Scientific American Blogs, 17 avril 2020 en ligne
- Pallavi Rohela, et al., “Must there be a "war" against coronavirus?”, Indian journal of medical ethics, vol. V,3, 2020, p. 222-226. en ligne
- Marron JM, Dizon DS, Symington B, Thompson MA, Rosenberg AR, "Waging war on war metaphors in cancer and COVID-19", Journal of Oncology Practice, vol. 16(10), p. 624–627, 1 octobre 2021. en ligne
- Yuki Bailey, Megha Shankar, Patrick Phillips, "Casualties of the World War II metaphor: women’s reproductive health fighting for narrative inclusion in COVID-19", Medical Humanities (en), 2021.

### Analyses polémiques
- Le professeur controversé Didier Raoult livre son opinion sur la gestion de la pandémie dans son livre Carnets de Guerre Covid-19[80].
- Hadia Privat, « La dialectique du « nous sommes en guerre » par rapport à l'enjeu de la résilience », 7/04/2020 En ligne sur ege.fr
- Anne-Catherine Husson-Traore, "Du nudge guerrier aux Années folles, un an d’une drôle de guerre menée sur les émotions des Français", Novethic.fr, 17 mars 2021 En ligne
- Cynthia Enloe, "COVID-19: "Waging war" Against a Virus Is NOT What We Need to be Doing", Women's International League for Peace & Freedom. WILPF International, 12 mars 2020. en ligne